# Liga Colombiana de Fútbol Sala 2018-I
La Liga Argos Futsal Apertura 2018 fue la décima quinta (15a.) versión de la Liga Argos Futsal, el campeón del torneo tendrá un cupo a la Superliga Argos Fútsal 2018. También se definirán los cupos a la Copa Libertadores de Futsal 2019. Inició el 14 de marzo de 2018 y como novedad, el número de equipos se redujo a 20 equipos con el descenso de 4 conjuntos en la temporada anterior debido a la creación, por parte de la Federación Colombiana de Fútbol, del Torneo Nacional de Futsal, equivalente a la Segunda División del futsal en Colombia que inicia actividad este año.

## Sistema de juego
El torneo se dividió en cuatro fases:
La primera fase se disputa con 20 equipos divididos en dos grupos de diez equipos cada uno según la posición geográfica en un total de 9 fechas. Los cuatro primeros equipos de cada grupo se clasifican a la siguiente fase.
Los cuartos de final se definirán según sus posiciones en la reclasificación de la siguiente manera:
- 1° vs. 8° (S1)
- 3° vs. 6° (S3)
- 2° vs. 7° (S2)
- 4° vs. 5° (S4)

Las semifinales se jugarán de la siguiente manera:
- Ganador S1 vs. Ganador S3
- Ganador S2 vs. Ganador S4

Los ganadores de la fase anterior jugarán la final del torneo.

## Fase de grupos
Los equipos se dividen en 2 grupos de 10 equipos agrupados según su ubicación geográfica. Los equipos jugarán una fecha de todos contra todos a una vuelta, los equipos que jueguen de locales durante la Liga Argos Fútsal 2018-I serán visitantes en la siguiente edición del torneo. . 
Los dos grupos están divididos de la siguiente manera:

### Grupo A
| Pos. | Equipos           | PJ | PG | PE | PP | GF | GC | Dif. | Pts. |
| ---- | ----------------- | -- | -- | -- | -- | -- | -- | ---- | ---- |
| 1.   | Leones de Nariño  | 9  | 9  | 0  | 0  | 50 | 18 | 32   | 27   |
| 2.   | Saeta Bogotá      | 9  | 5  | 1  | 3  | 32 | 19 | 13   | 16   |
| 3.   | Deportivo Lyon    | 9  | 5  | 0  | 4  | 38 | 30 | 8    | 15   |
| 4.   | D´Martin FC       | 9  | 4  | 3  | 2  | 37 | 31 | 6    | 15   |
| 5.   | Real Cundinamarca | 9  | 4  | 3  | 2  | 26 | 26 | 0    | 15   |
| 6.   | Deportivo Sanpas  | 9  | 4  | 1  | 4  | 31 | 39 | -8   | 13   |
| 7.   | Deportivo Meta    | 9  | 3  | 3  | 3  | 26 | 15 | 11   | 12   |
| 8.   | Alianza Tolima    | 9  | 2  | 2  | 5  | 34 | 37 | -3   | 8    |
| 9.   | Lanús Colombia    | 9  | 2  | 1  | 6  | 22 | 44 | -22  | 7    |
| 10.  | Fortaleza Futsal  | 9  | 0  | 0  | 9  | 11 | 48 | -37  | 0    |

|  |                                      |
|  | Clasificados a los cuartos de final. |
|  | Eliminados.                          |

| Saeta          | 4 : 6 | D´Martin          | Palacio de los Deportes, Bogotá  | 14 de marzo | 19:00 | Sin transmisión |
| Lanús          | 4 : 4 | Alianza Tolima    | Municipal de Tocancipá           | 17 de marzo | 17:00 | Sin transmisión |
| Deportivo Meta | 1 : 2 | Leones de Nariño  | Álvaro Mesa Anaya, Villavicencio | 17 de marzo | 20:00 | Sin transmisión |
| Deportivo Lyon | 9 : 3 | Real Cundinamarca | Mariano Ramos, Cali              | 18 de marzo | 11:00 | Sin transmisión |
| Sanpas         | 3 : 2 | Fortaleza         | San Antonio, Tunja               | 12 de mayo  | 19:00 | Sin transmisión |

| Real Cundinamarca | 4 : 2 | Sanpas         | Central de Facatativá           | 23 de marzo | 19:00 | Sin transmisión |
| D´Martin          | 9 : 4 | Lanús          | Cubierto de Madrid              | 24 de marzo | 10:00 | Sin transmisión |
| Fortaleza         | 0 : 8 | Saeta          | Palacio de los Deportes, Bogotá | 24 de marzo | 19:00 | Sin transmisión |
| Alianza Tolima    | 3 : 3 | Deportivo Meta | Coopemtol, Ibagué               | 24 de marzo | 19:00 | Sin transmisión |
| Leones de Nariño  | 5 : 0 | Lyon           | Sergio Antonio Ruano, Pasto     | 25 de marzo | 11:00 | Sin transmisión |

| Lanús Tocancipá | 4 : 1 | Fortaleza FC      | Municipal de Tocancipá      | 31 de marzo | 17:00 | Sin transmisión |
| D´Martin FC     | 5 : 3 | Alianza Tolima    | Cubierto de Madrid          | 31 de marzo | 18:00 | Sin transmisión |
| Saeta FSC       | 0 : 0 | Real Cundinamarca | Palacio de Deportes, Bogotá | 31 de marzo | 19:00 | Sin transmisión |
| Sanpas          | 5 : 6 | Leones de Nariño  | San Antonio, Tunja          | 31 de marzo | 19:00 | Sin transmisión |
| Deportivo Lyon  | 4 : 3 | Deportivo Meta    | Mariano Ramos, Cali         | 1 de abril  | 18:00 | Sin transmisión |

| Fortaleza FC      | 1 : 2 | D´Martin FC     | Palacio de Deportes, Bogotá      | 5 de abril | 19:00 | Sin transmisión |
| Leones de Nariño  | 4 : 1 | Saeta FSC       | Sergio Antonio Ruano, Pasto      | 6 de abril | 20:00 | Sin transmisión |
| Real Cundinamarca | 4 : 2 | Lanús Tocancipá | Deportivo Central, Facatativá    | 7 de abril | 17:00 | Sin transmisión |
| Alianza Tolima    | 5 : 7 | Deportivo Lyon  | Coopemtol, Bogotá                | 7 de abril | 19:00 | Sin transmisión |
| Deportivo Meta    | 5 : 0 | Sanpas          | Álvaro Mesa Amaya, Villavicencio | 8 de abril | 10:00 | Sin transmisión |

| Fortaleza FC    | 0 : 4 | Alianza Tolima    | La Fortaleza, Bogotá            | 14 de abril | 16:00 | Sin transmisión |
| Lanús Tocancipá | 0 : 8 | Leones de Nariño  | Miguel de Ibarra, Tocancipá     | 14 de abril | 17:00 | Sin transmisión |
| D´Martin FC     | 4 : 4 | Real Cundinamarca | Cubierto de Madrid              | 14 de abril | 18:00 | Sin transmisión |
| Sanpas          | 4 : 3 | Deportivo Lyon    | San Antonio, Tunja              | 14 de abril | 19:00 | Sin transmisión |
| Saeta FSC       | 4 : 2 | Deportivo Meta    | Palacio de los Deportes, Bogotá | 14 de abril | 19:30 | Sin transmisión |

| Alianza Tolima    | 6 : 1 | Sanpas          | Colegio San Simón, Ibagué        | 20 de abril | 19:00 | Sin transmisión |
| Real Cundinamarca | 4 : 2 | Fortaleza FC    | Central de Facatativá            | 20 de abril | 19:00 | Sin transmisión |
| Deportivo Lyon    | 0 : 4 | Saeta FSC       | Mariano Ramos, Cali              | 22 de abril | 14:00 | Sin transmisión |
| Deportivo Meta    | 5 : 0 | Lanús Tocancipá | Álvaro Mesa Amaya, Villavicencio | 22 de abril | 15:30 | Sin transmisión |
| Leones de Nariño  | 5 : 2 | D´Martin FC     | Sergio Antonio Ruano, Pasto      | 24 de mayo  | 13:00 | Sin transmisión |

| D´Martin FC       | 1 : 1 | Deportivo Meta   | Cubierto de Madrid              | 27 de abril | 18:10 | Sin transmisión |
| Real Cundinamarca | 6 : 2 | Alianza Tolima   | Central de Facatativá           | 27 de abril | 19:00 | Sin transmisión |
| Saeta FSC         | 3 : 4 | Sanpas           | Palacio de los Deportes, Bogotá | 27 de abril | 18:00 | Sin transmisión |
| Lanús Tocancipá   | 4 : 3 | Deportivo Lyon   | Municipal de Tocancipá          | 28 de abril | 17:00 | Sin transmisión |
| Fortaleza FC      | 4 : 8 | Leones de Nariño | La Fortaleza, Bogotá            | 30 de mayo  | 19:00 | Sin transmisión |

| Saeta FSC        | 3 : 2 | Alianza Tolima    | Palacio de Los Deportes, Bogotá  | 4 de mayo | 20:00 | Sin transmisión |
| Deportivo Lyon   | 2 : 1 | D´Martin FC       | El Sena, Cali                    | 5 de mayo | 16:00 | Sin transmisión |
| Sanpas           | 5 : 3 | Lanús Tocancipá   | San Antonio, Tunja               | 5 de mayo | 19:00 | Sin transmisión |
| Deportivo Meta   | 5 : 0 | Fortaleza FC      | Álvaro Mesa Amaya, Villavicencio | 5 de mayo | 19:30 | Sin transmisión |
| Leones de Nariño | 4 : 0 | Real Cundinamarca | Sergio Antonio Ruano, Pasto      | 5 de mayo | 20:00 | Sin transmisión |

| Lanús Tocancipá   | 1 : 5  | Saeta FSC        | Municipal de Tocancipá          | 10 de mayo | 18:00 | Sin transmisión |
| Real Cundinamarca | 1 : 1  | Deportivo Meta   | Deportivo Central, Facatativá   | 11 de mayo | 20:00 | Sin transmisión |
| D´Martin FC       | 7 : 7  | Sanpas           | Cubierto de Madrid              | 19 de mayo | 18:00 | Sin transmisión |
| Alianza Tolima    | 5 : 8  | Leones de Nariño | Colegio Coopemtol, Ibagué       | 31 de mayo | 20:00 | Sin transmisión |
| Fortaleza FC      | 1 : 10 | Deportivo Lyon   | Palacio de los Deportes, Bogotá | 2 de junio | 20:00 | Sin transmisión |

### Grupo B
| Pos. | Equipos                    | PJ | PG | PE | PP | GF | GC | Dif. | Pts. |
| ---- | -------------------------- | -- | -- | -- | -- | -- | -- | ---- | ---- |
| 1.   | Alianza Platanera          | 9  | 8  | 1  | 0  | 49 | 17 | 32   | 25   |
| 2.   | Bello Real Antioquia       | 9  | 6  | 1  | 2  | 35 | 20 | 15   | 19   |
| 3.   | Independiente Barranquilla | 9  | 5  | 2  | 2  | 38 | 21 | 17   | 17   |
| 4.   | Leones de Itagüí           | 9  | 4  | 3  | 2  | 28 | 18 | 10   | 15   |
| 5.   | Rionegro Futsal            | 9  | 4  | 3  | 2  | 29 | 23 | 6    | 15   |
| 6.   | Corporación Niza           | 9  | 3  | 2  | 4  | 35 | 37 | -2   | 11   |
| 7.   | Atlético Dorada Futsal     | 9  | 3  | 1  | 5  | 33 | 46 | -13  | 10   |
| 8.   | Inter Cartagena            | 9  | 3  | 0  | 6  | 29 | 41 | -12  | 9    |
| 9.   | Utrahuilca                 | 9  | 2  | 0  | 7  | 21 | 36 | -15  | 6    |
| 10.  | Real Bucaramanga           | 9  | 0  | 1  | 8  | 21 | 57 | -36  | 1    |

|  |                                      |
|  | Clasificados a los cuartos de final. |
|  | Eliminados.                          |

| Futsal Rionegro | 2 : 2 | Alianza Platanera   | El Cielo, Rionegro          | 16 de marzo | 20:00 | Win Sports      |
| Atlético Dorada | 2 : 2 | Leones FC           | Ventura Cantillo, La Dorada | 16 de marzo | 20:00 | Sin transmisión |
| Inter Cartagena | 4 : 3 | Corporación Niza    | Northon Madrid, Cartagena   | 17 de marzo | 20:00 | Sin transmisión |
| Ultrahuilca     | 3 : 0 | Real Bucaramanga    | Álvaro Sánchez, Neiva       | 21 de marzo | 16:00 | Sin transmisión |
| Real Antioquia  | 1 : 4 | Indep. Barranquilla | Tulio Ospina, Bello         | 23 de mayo  | 20:00 | Sin transmisión |

| Alianza Platanera   | 3 : 1 | Real Antioquia  | Tablaza, La Estrella            | 23 de marzo | 19:00 | Sin transmisión |
| Corporación Niza    | 1 : 4 | Futsal Rionegro | Francisco de Paula, Cúcuta      | 24 de marzo | 18:00 | Sin transmisión |
| Leones FC           | 4 : 2 | Inter Cartagena | El Cubo, Itagüí                 | 24 de marzo | 18:00 | Sin transmisión |
| Real Bucaramanga    | 2 : 7 | Atlético Dorada | Vicente Díaz, Bucaramanga       | 25 de marzo | 10:00 | Sin transmisión |
| Indep. Barranquilla | 3 : 1 | Ultrahuilca     | Base Naval Via 40, Barranquilla | 25 de marzo | 10:00 | Sin transmisión |

| Alianza Platanera | 6 : 4 | Indep. Barranquilla | Teblaza La Estrella, Apartadó | 28 de marzo | 19:00 | Sin transmisión |
| Rionegro Futsal   | 2 : 2 | Leones FC           | El Cielo, Rionegro            | 31 de marzo | 10:30 | Sin transmisión |
| Atlético Dorada   | 3 : 2 | Ultrahuilca         | Ventura Castilla, La Dorada   | 31 de marzo | 20:00 | Sin transmisión |
| Inter Cartagena   | 7 : 4 | Real Bucaramanga    | Bernardo Caraballo, Cartagena | 9 de mayo   | 19:30 | Sin transmisión |
| Real Antioquia    | 5 : 5 | Corporación Niza    | Tulio Ospina, Bello           | 12 de mayo  | 19:00 | Sin transmisión |

| Ultrahuilca         | 3 : 2 | Inter Cartagena   | Álvaro Sánchez Silva, Neiva | 6 de abril | 16:00 | Sin transmisión |
| Corporación Niza    | 1 : 6 | Alianza Platanera | Francisco de Paula, Cúcuta  | 6 de abril | 19:00 | Sin transmisión |
| Leones FC           | 4 : 0 | Real Antioquia    | El Cubo, Itagüí             | 6 de abril | 19:00 | Sin transmisión |
| Indep. Barranquilla | 6 : 4 | Atlético Dorada   | Escuela Navas, Barranquilla | 8 de abril | 14:00 | Sin transmisión |
| Real Bucaramanga    | 4 : 4 | Futsal Rionegro   | Vicente Díaz, Bucaramanga   | 8 de abril | 16:00 | Sin transmisión |

| Rionegro Futsal   | 5 : 1 | Ultrahuilca         | El Cielo, Rionegro            | 13 de abril | 19:00 | Sin transmisión |
| Real Antioquia    | 3 : 1 | Real Bucaramanga    | Tulio Ospina, Bello           | 13 de abril | 20:00 | Sin transmisión |
| Alianza Platanera | 3 : 1 | Leones FC           | Tulio Ospina, Bello           | 14 de abril | 18:00 | Sin transmisión |
| Corporación Niza  | 1 : 1 | Indep. Barranquilla | Francisco de Paula, Cúcuta    | 14 de abril | 18:00 | Sin transmisión |
| Inter Cartagena   | 9 : 4 | Atlético Dorada     | Barnardo Caraballo, Cartagena | 14 de abril | 19:00 | Sin transmisión |

| Ultrahuilca         | 3 : 5 | Real Antioquia    | Álvaro Sánchez Silva, Neiva | 20 de abril | 16:00 | Sin transmisión |
| Leones FC           | 3 : 1 | Corporación Niza  | El Cubo, Itagüí             | 20 de abril | 19:00 | Win Sports      |
| Indep. Barranquilla | 6 : 1 | Inter Cartagena   | Escuela Naval, Barranquilla | 22 de abril | 10:00 | Sin transmisión |
| Real Bucaramanga    | 2 : 7 | Alianza Platanera | Vicente Díaz, Bucaramanga   | 22 de abril | 14:00 | Sin transmisión |
| Atlético Dorada     | 5 : 4 | Futsal Rionegro   | Ventura Castillo, La Dorada | 22 de abril | 15:00 | Sin transmisión |

| Coorporación Niza | 9 : 5 | Real Bucaramanga    | Francisco de Paula, Cúcuta | 27 de abril | 18:00 | Sin transmisión |
| Alianza Platanera | 6 : 2 | Ultrahuilca         | Tulio Ospina, Bello        | 27 de abril | 19:00 | Sin transmisión |
| Futsal Rionegro   | 3 : 2 | Inter Cartagena     | El Cielo, Rionegro         | 27 de abril | 19:00 | Sin transmisión |
| Leones FC         | 3 : 3 | Indep. Barranquilla | El Cubo, Itagüí            | 27 de abril | 19:00 | Sin transmisión |
| Real Antioquia    | 7 : 0 | Atlético Dorada     | Tulio Ospina, Bello        | 28 de abril | 19:00 | Sin transmisión |

| Ultrahuilca      | 5 : 7 | Coorporación Niza   | Álvaro Sánchez Silva, Neiva | 4 de mayo | 16:00 | Sin transmisión |
| Inter Cartagena  | 2 : 5 | Real Antioquia      | Northon Madrid, Cartagena   | 4 de mayo | 19:30 | Sin transmisión |
| Futsal Rionegro  | 2 : 1 | Indep. Barranquilla | El Cielo, Rionegro          | 4 de mayo | 20:00 | Sin transmisión |
| Real Bucaramanga | 1 : 7 | Leones FC           | Vicente Díaz, Bucaramanga   | 6 de mayo | 12:00 | Sin transmisión |
| Atlético Dorada  | 4 : 7 | Alianza Platanera   | Ventura Castillo, La Dorada | 6 de mayo | 15:00 | Sin transmisión |

| Indep. Barranquilla | 10 : 2 | Real Bucaramanga | Base Naval, Barranquilla    | 11 de mayo | 19:00 | Sin transmisión |
| Coorporación Niza   | 7 : 4  | Atlético Dorada  | Francisco de Paula, Cúcuta  | 15 de mayo | 19:00 | Sin transmisión |
| Alianza Platanera   | 9 : 0  | Inter Cartagena  | Tulio Ospina, Bello         | 2 de junio | 11:00 | Sin transmisión |
| Real Antioquia      | 5 : 2  | Futsal Rionegro  | Tulio Ospina, Bello         | 2 de junio | 20:00 | Sin transmisión |
| Ultrahuilca         | 1 : 5  | Leones FC        | Álvaro Sánchez Silva, Neiva | 3 de junio | 15:00 | Sin transmisión |

### Reclasificación para cuartos de final
| Pos. | Equipos                    | PJ | PG | PE | PP | GF | GC | Dif. | Pts. |
| ---- | -------------------------- | -- | -- | -- | -- | -- | -- | ---- | ---- |
| 1.   | Leones de Nariño           | 9  | 9  | 0  | 0  | 50 | 18 | 32   | 27   |
| 2.   | Alianza Platanera          | 9  | 8  | 1  | 0  | 49 | 17 | 32   | 25   |
| 3.   | Bello Real Antioquia       | 9  | 6  | 1  | 2  | 35 | 20 | 15   | 19   |
| 4.   | Independiente Barranquilla | 9  | 5  | 2  | 2  | 38 | 21 | 17   | 17   |
| 5.   | Saeta Bogotá               | 9  | 5  | 1  | 3  | 32 | 19 | 13   | 16   |
| 6.   | Leones de Itagüí           | 9  | 4  | 3  | 2  | 28 | 18 | 10   | 15   |
| 7.   | Deportivo Lyon             | 9  | 5  | 0  | 4  | 38 | 30 | 8    | 15   |
| 8.   | D´Martin FC                | 9  | 4  | 3  | 2  | 37 | 31 | 6    | 15   |

## Fase final
Avanzan desde esta fase el ganador de dos juegos, en caso de empates en uno de los juegos se jugarán 10 minutos de tiempo extra y de seguir del empate se definirá por penales. A partir de este año, no se jugará en la modalidad tradicional en la que clasificaba a la siguiente fase el ganador en dos de tres partidos, sino que se definirá por diferencia de gol.
|  | Cuartos de final           | Cuartos de final | Cuartos de final |   |                   | Semifinales               | Semifinales               | Semifinales               |  |  | Final                     | Final                     | Final                     |
|  | 7 al 16 de junio           | 7 al 16 de junio | 7 al 16 de junio |   |                   | 22 de junio al 4 de julio | 22 de junio al 4 de julio | 22 de junio al 4 de julio |  |  | 8 de julio al 16 de julio | 8 de julio al 16 de julio | 8 de julio al 16 de julio |
|  |                            |                  |                  |   |                   |                           |                           |                           |  |  |                           |                           |                           |
|  | Leones de Nariño           | 4                | 6                |   |                   |                           |                           |                           |  |  |                           |                           |                           |
|  | D´Martin FC                | 3                | 2                |   |                   |                           |                           |                           |  |  |                           |                           |                           |
|  | D´Martin FC                | 3                | 2                |   | Leones de Nariño  | 0                         | 3                         |                           |  |  |                           |                           |                           |
|  |                            |                  |                  |   | Leones de Nariño  | 0                         | 3                         |                           |  |  |                           |                           |                           |
|  |                            | Leones de Itagüí | 4                | 2 |                   |                           |                           |                           |  |  |                           |                           |                           |
|  | Bello Real Antioquia       | Leones de Itagüí | 4                | 2 | 2                 | 1                         |                           |                           |  |  |                           |                           |                           |
|  | Bello Real Antioquia       |                  |                  |   | 2                 | 1                         |                           |                           |  |  |                           |                           |                           |
|  | Leones de Itagüí           | 2                | 2                |   |                   |                           |                           |                           |  |  |                           |                           |                           |
|  |                            |                  |                  |   |                   |                           |                           |                           |  |  | Alianza Platanera         | 4                         | 2                         |
|  |                            |                  | Leones de Itagüí | 0 | 0                 |                           |                           |                           |  |  |                           |                           |                           |
|  | Alianza Platanera          | 4                | 6                |   |                   |                           |                           |                           |  |  |                           |                           |                           |
|  | Deportivo Lyon             | 4                | 0                |   |                   |                           |                           |                           |  |  |                           |                           |                           |
|  | Deportivo Lyon             | 4                | 0                |   | Alianza Platanera | 2                         | 6                         |                           |  |  |                           |                           |                           |
|  |                            |                  |                  |   | Alianza Platanera | 2                         | 6                         |                           |  |  |                           |                           |                           |
|  |                            | Saeta FSC        | 1                | 0 |                   |                           |                           |                           |  |  |                           |                           |                           |
|  | Independiente Barranquilla | Saeta FSC        | 1                | 0 | 1                 | 3                         |                           |                           |  |  |                           |                           |                           |
|  | Independiente Barranquilla |                  |                  |   | 1                 | 3                         |                           |                           |  |  |                           |                           |                           |
|  | Saeta FSC                  | 5                | 0                |   |                   |                           |                           |                           |  |  |                           |                           |                           |

| Colombia                                |
| Campeón Alianza Platanera Primer título |

## Reclasificación
La reclasificación es la suma de todos los partidos en la temporada. Los 4 últimos de la sumatoria de los dos torneos en fase regular descienden.
| Pos. | Equipos                    | PJ | PG | PE | PP | GF | GC | Dif. | Pts. |
| ---- | -------------------------- | -- | -- | -- | -- | -- | -- | ---- | ---- |
| 1.   | Alianza Platanera          | 15 | 13 | 2  | 0  | 73 | 22 | 51   | 41   |
| 2.   | Leones de Nariño           | 13 | 12 | 0  | 1  | 63 | 31 | 34   | 36   |
| 3.   | Leones de Itagüí           | 15 | 6  | 4  | 5  | 38 | 30 | 8    | 22   |
| 4.   | Independiente Barranquilla | 11 | 6  | 2  | 3  | 42 | 26 | 16   | 20   |
| 5.   | Bello Real Antioquia       | 11 | 6  | 2  | 3  | 38 | 24 | 14   | 20   |
| 6.   | Saeta Bogotá               | 13 | 6  | 1  | 6  | 38 | 31 | 7    | 19   |
| 7.   | Deportivo Lyon             | 11 | 5  | 1  | 5  | 42 | 40 | 2    | 16   |
| 8.   | D´Martin FC                | 11 | 4  | 3  | 4  | 42 | 41 | 1    | 15   |
| 9.   | Rionegro Futsal            | 9  | 4  | 3  | 2  | 29 | 23 | 6    | 15   |
| 10.  | Real Cundinamarca          | 9  | 4  | 3  | 2  | 26 | 26 | 0    | 15   |
| 11.  | Deportivo Sanpas           | 9  | 4  | 1  | 4  | 31 | 39 | -8   | 13   |
| 12.  | Deportivo Meta             | 9  | 3  | 3  | 3  | 26 | 15 | 11   | 12   |
| 13.  | Corporación Niza           | 9  | 3  | 2  | 4  | 35 | 37 | -2   | 11   |
| 14.  | Atlético Dorada Futsal     | 9  | 3  | 1  | 5  | 33 | 46 | -13  | 10   |
| 15.  | Inter Cartagena            | 9  | 3  | 0  | 6  | 29 | 41 | -12  | 9    |
| 16.  | Alianza Tolima             | 9  | 2  | 2  | 5  | 34 | 37 | -3   | 8    |
| 17.  | Lanús Colombia             | 9  | 2  | 1  | 6  | 22 | 44 | -22  | 7    |
| 18.  | Utrahuilca                 | 9  | 2  | 0  | 7  | 21 | 36 | -15  | 6    |
| 19.  | Real Bucaramanga           | 9  | 0  | 1  | 8  | 21 | 57 | -36  | 1    |
| 20.  | Fortaleza Futsal           | 9  | 0  | 0  | 9  | 11 | 48 | -37  | 0    |

|  | Desciende al Torneo Nacional de Futsal. |